# Erycina echinata
Erycina echinata là một loài thực vật có hoa trong họ Lan. Loài này được (Kunth) Lindl. mô tả khoa học đầu tiên năm 1853.